# Wotan Jugend
Wotan Jugend (en español: Juventud Wotan) es una organización neonazi rusa y ucraniana que se destaca por realizar de manera masiva actos de propaganda, también opera de manera internacional al tener ramas y miembros en varios países europeos como Gran Bretaña, República Checa, Ucrania, entre otros más. Su ideología es la supremacía blanca, el nazismo y -como dice su nombre- el wotanismo evocando recuerdos de la Europa precristiana junto con un culto a la violencia y heroísmo. La organización cuenta con una banda de Black Metal Nacional Socialista llamada M8L8TH.
Los altos mandos del grupo se encuentran en Ucrania junto con una cantidad considerables de miembros, ya que, esta con su grupo de música están oficialmente prohibidas en Rusia por su extremismo y su relación con la violencia, pero todavía opera opera de manera clandestina en el país eslavo. En Ucrania tiene relaciones no-oficiales con el Batallón Azov -que fue fundado por neonazis ucranianos- y el grupo neonazi Nordstrom.

## Historia
El grupo fue fundado a inicios del milenio en Rusia por aficionados del Black Metal Nacional Socialista liderado por Alexey Levkin. Alexey fue miembro del grupo neonazi Unidad Nacional Rusa, el cual operaba como pandilla que vandalizaban lápidas musulmanas y a judíos en la vía pública, por esto sería arrestado el año 2006 acusado de doble asesinato, aunque sería liberado luego de que se le retiran los cargos.
Cuando inicio las protestas del Euromaidán varios de sus miembros fueron apoyar las protestas -especialmente la alta cúpula-, pero con el inicio la Guerra del Donbás la mayoría de sus miembros se fueron para Ucrania para combatir al gobierno ruso al cual ellos consideran como traidor por su políticas de inmigración, junto con otros temas. Desde ahí sus miembros empezaron a tener contactos con el Batallón Azov y con el Cuerpo Nacional, donde establecieron contacto con Olena Semenyaka.